# Lionnel Luca
Pour les articles homonymes, voir Luca.
Lionnel Luca, né le 19 décembre 1954 à Boulogne-Billancourt (Seine), est un homme politique français.
Il est député Les Républicains de la sixième circonscription des Alpes-Maritimes de 1997 à 2017 et est l'une des principales figures de La Droite populaire.

## Biographie

### Jeunesse
Lionnel Luca naît à Boulogne-Billancourt (Seine) de parents ouvriers. Son père, né en 1925 en Roumanie, a passé une partie de son enfance en France dans les années 1930, sa famille ayant fui le Carlisme, puis était revenu en Roumanie avec ses parents en 1940 lors de l'établissement de l'« État national-légionnaire » au début la Seconde Guerre mondiale. Lorsque le maréchal Antonescu renverse l'« État national légionnaire », son grand-père et son père sont internés jusqu'à ce que le 23 août 1944 le roi Michel renverse Antonescu alors que l'Armée rouge occupe le pays. Son père revient alors en France, s'engage dans la Légion étrangère en 1946, et sert en Indochine. Naturalisé en 1958, il devient partisan du général De Gaulle.
Lionnel Luca obtient sa licence, sa maîtrise puis son diplôme d'études approfondies (DEA) d'histoire à l'université de Nice, avec un mémoire intitulé « Le gaullisme dans les Alpes-Maritimes entre 1958 et 1974 », réalisé sous la direction de Ralph Schor. Il devient ensuite professeur d'histoire-géographie et exerce durant 20 ans dans les lycées privés « Don-Bosco » et « Saint-Vincent-de-Paul » à Nice.

### Premiers mandats: du RPR au RPFIE
Il adhère au RPR en 1976.
Il est élu adjoint au maire de Saint-Laurent-du-Var en 1983, puis de Villeneuve-Loubet en 1989 et devient maire (RPR) de cette ville en 1995 en étant élu dès le premier tour avec 62 % des voix.
En 1988, il est élu conseiller général du canton de Cagnes-sur-Mer-Ouest, fonctions auxquelles il est réélu en 1994 (RPR), 2001 (RPFIE) et 2008 (UMP). Il assure également la vice-présidence du conseil général des Alpes-Maritimes depuis le 16 juin 2002.
En 1992, il est élu au conseil régional de Provence-Alpes-Côte d'Azur.
En 1997, il est élu député en se présentant sans l'investiture de son parti contre la députée sortante du même camp, Suzanne Sauvaigo.
En 1999, il signe, pour s'opposer à la guerre en Serbie, la pétition « Les Européens veulent la paix », lancée par le collectif Non à la guerre. La même année, il démissionne du RPR et il est l'un des premiers adhérents du Rassemblement pour la France et l'indépendance de l'Europe, le mouvement lancé par Charles Pasqua et Philippe de Villiers. Il prend la direction du parti dans le département des Alpes-Maritimes et se lance à l'assaut de la mairie de Cannes lors des municipales de 2001 contre le candidat du RPR, Bernard Brochand, ce dernier étant finalement élu.

### du RPFIE aux Républicains: députation et mandat de maire
Lionnel Luca rejoint ensuite l'UMP. Il est réélu député le 16 juin 2002, pour la XIIe législature (2002-2007), dans la sixième circonscription des Alpes-Maritimes. Il est réélu une nouvelle fois le 10 juin 2007, au premier tour, avec 63,94 % des voix et en juin 2012 dans la nouvelle 6e circonscription des Alpes-maritimes dès le premier tour avec 51,4 % des voix.
Depuis 2002, il est le président du groupe d'études sur la question du Tibet de l'Assemblée nationale. Il siège depuis 2002 au groupe UMP. À partir de juillet 2010, il fait partie, avec une trentaine d'autres députés UMP, du « collectif de la Droite populaire », qui souhaite peser sur le gouvernement afin de défendre les « valeurs qui font la France », prônant une plus grande fermeté sur les questions de sécurité et d'immigration. Par ailleurs, pour la XIVe législature, il se rattache financièrement à Debout la République, expliquant qu'il « partage beaucoup de positions gaullistes de Nicolas Dupont-Aignan sur l'Europe », qu'il veut aider DLR à « boucler son budget », et qu'il désire aussi lancer un « avertissement » à l'UMP.
Le 26 janvier 2013, à l'occasion de sa cérémonie des vœux, il annonce sa candidature aux élections municipales de 2014 à Villeneuve-Loubet. Il indique qu'en cas d'interdiction du cumul des mandats de maire et de député, il « assumera pleinement l'honneur d'être le maire de cette commune ». Le 23 mars 2014, sa liste est élue avec 61,35 % des voix dès le 1er tour et le 30 mars 2014, lors du conseil municipal d'installation, il est élu maire de celle-ci.
En 2014, le bureau de l'Assemblée nationale refuse la levée de son immunité parlementaire dans une affaire d’heures supplémentaires supposées indues dans sa commune, à la fin des années 1990,.
Il soutient Nicolas Sarkozy pour la primaire présidentielle des Républicains de 2016. Il annonce vouloir voter blanc au second tour de l'élection présidentielle de 2017. Il ne se présente pas aux élections législatives de juin suivant.

## Prises de position
Lionnel Luca soutient les postures de « liberté » ,,. Fustigeant, en 2010, « le langage d’émasculés de ceux qui veulent se faire bien voir », Lionnel Luca crée la même année un comité parlementaire pour la liberté d'expression.

### Positionnement idéologique de l'UMP
Membre de la Droite populaire, le député a déploré « la politique trop molle » de son parti (l'UMP), faisant remarquer, après la défaite de Nicolas Sarkozy à l'élection présidentielle de 2012 : « on n’a pas fait la politique de droite pour laquelle on a été élus, on a été trop mous ».

### Tibet
Défenseur de la cause tibétaine[pas clair], il lance le 10 mars 2010 un appel à tous les maires de France pour parrainer des villages tibétains menacés de disparition. Il dépose une proposition de résolution sur le respect de la liberté d'expression le 6 mars 2012.

### Quinquennat
Lors du référendum du 24 septembre 2000, il se positionne contre la réforme faisant passer de sept à cinq ans la durée du mandat du président de la République française.

### Peine de mort
Il déclare lors du débat sur le projet de loi sur la récidive des crimes sexuels en 1997 : « La seule façon d’empêcher la récidive des crimes sexuels est la peine de mort. » En 2001, le député demande son rétablissement pour les assassins de policiers. En avril 2004, il est cosignataire d'un projet de loi présenté par Richard Dell'Agnola visant à « rétablir la peine de mort pour les auteurs d’actes de terrorisme. » En 2007, il vote contre l'adoption du projet de loi constitutionnelle relatif à l'interdiction de la peine de mort. Il est aujourd'hui favorable à la perpétuité réelle et a soutenu la peine de rétention de sûreté[réf. nécessaire].

### Esclavage et colonisation française
Le 5 mai 2006, quelques jours avant la première commémoration de l'abrogation de l'esclavage le 10 mai, un groupe de députés UMP mené par Lionnel Luca demande l'abrogation de l'article sur l'enseignement de l'esclavage. Ces parlementaires justifient leur demande « au titre du parallélisme des formes et par souci d'égalité de traitement » à la suite de l'abrogation de l'article 4 de la loi du 23 février 2005 qui mentionnait un rôle positif de la colonisation. Cette initiative est désapprouvée par les ministres Léon Bertrand et François Baroin, de même que par le député UDF Jean-Christophe Lagarde et le Parti socialiste.
Lionnel Luca avait déclaré en décembre 2005 que sans « la colonisation, ni Léon Bertrand ni Azouz Begag ne seraient ministres de la République française. » Le député avait également affirmé que « ceux qui aux Antilles font toutes sortes d'amalgames avec l'esclavage ne crachent pas sur le RMI des anciens colonisateurs. »
En avril 2010, avant même l'avoir vu, Lionnel Luca accuse le film Hors-la-loi, un long-métrage de Rachid Bouchareb sur la guerre d'Algérie, de manichéisme et de « falsification historique ». Le député qualifie le film de « négationniste », d'« anti-français » et l'accuse de livrer « une vision hémiplégique de l'Histoire », condamnant au passage l'« irresponsabilité » du réalisateur,.

### Immigration et bi-nationalité
En tant que membre de La Droite populaire, il réclame la suppression de la double nationalité pour obliger les jeunes immigrés de plus de 18 ans à faire une démarche volontaire pour acquérir la nationalité française. En juillet 2011, il démissionne du secrétariat national à l'immigration de l'UMP à la suite de la décision de l'UMP de ne pas modifier « la situation des Français binationaux » mais obtient une convention qui débat sur les conditions d'adhésion à la Nation.

### Théorie du genre
Il s'est opposé à la mention de ce qui est parfois nommé la « théorie du genre » dans les manuels scolaires, considérant « que cette théorie, sous couvert de reconnaître différentes identités sexuelles, veut légitimer à terme la pédophilie, voire la zoophilie puisque ceux qui le revendiquent aux États-Unis défendent l'amour pour les jeunes enfants, ».

## Détail des mandats

### Député
- 12 juin 1997 - 20 juin 2017 : député de la sixième circonscription des Alpes-Maritimes

### Conseiller régional
- du 23 mars 1992 au 30 juin 1997 : membre du conseil régional de Provence-Alpes-Côte d'Azur

### Conseiller général
- du 3 octobre 1988 au 23 mars 2014 : conseiller général des Alpes-Maritimes (canton de Cagnes-sur-Mer-Ouest), vice-président du conseil général des Alpes-Maritimes à partir du 16 juin 2002

### Conseiller municipal / Maire
- du 14 mars 1983 au 19 mars 1989 : adjoint au maire de Saint-Laurent-du-Var (Alpes-Maritimes)
- du 20 mars 1989 au 18 juin 1995 : adjoint au maire de Villeneuve-Loubet (Alpes-Maritimes)
- du 19 juin 1995 au 18 mars 2001 : maire de Villeneuve-Loubet
- depuis le 30 mars 2014 : maire de Villeneuve-Loubet